# CIB1
CIB1 (англ. Calcium and integrin binding 1) – білок, який кодується однойменним геном, розташованим у людей на короткому плечі 15-ї хромосоми. Довжина поліпептидного ланцюга білка становить 191 амінокислот, а молекулярна маса — 21 703.
| 10         |  | 20         |  | 30         |  | 40         |  | 50         |
| ---------- |  | ---------- |  | ---------- |  | ---------- |  | ---------- |
| MGGSGSRLSK |  | ELLAEYQDLT |  | FLTKQEILLA |  | HRRFCELLPQ |  | EQRSVESSLR |
| AQVPFEQILS |  | LPELKANPFK |  | ERICRVFSTS |  | PAKDSLSFED |  | FLDLLSVFSD |
| TATPDIKSHY |  | AFRIFDFDDD |  | GTLNREDLSR |  | LVNCLTGEGE |  | DTRLSASEMK |
| QLIDNILEES |  | DIDRDGTINL |  | SEFQHVISRS |  | PDFASSFKIV |  | L          |

A: Аланін

C: Цистеїн

D: Аспарагінова кислота

E: Глутамінова кислота

F: Фенілаланін

G: Гліцин

H: Гістидин

I: Ізолейцин

K: Лізин

L: Лейцин

M: Метіонін

N: Аспарагін

P: Пролін

Q: Глутамін

R: Аргінін

S: Серин

T: Треонін

V: Валін

Кодований геном білок за функцією належить до фосфопротеїнів. 
Задіяний у таких біологічних процесах, як апоптоз, клітинна адгезія, клітинний цикл, поділ клітини, ангіогенез, диференціація клітин, сперматогенез, альтернативний сплайсинг. 
Білок має сайт для зв'язування з іонами металів, іоном кальцію, іоном магнію. 
Локалізований у клітинній мембрані, цитоплазмі, цитоскелеті, ядрі, мембрані, клітинних відростках, апараті гольджі.